# Marcel Zagouli Gbolié
Marcel Zagouli Gbolié (ur. 1961, zm. 12 lipca 2024 w Abidżanie) – iworyjski piłkarz grający na pozycji bramkarza. W swojej karierze rozegrał 11 meczów w reprezentacji Wybrzeża Kości Słoniowej.

## Kariera klubowa
W swojej karierze piłkarskiej Gbolié grał w klubach Bouaké FC i Africa Sports National.

## Kariera reprezentacyjna
W reprezentacji Wybrzeża Kości Słoniowej Gbolié zadebiutował 7 kwietnia 1985 w zremisowanym 0:0 meczu eliminacji do MŚ 1986 z Ghaną, rozegranym w Abidżanie. W 1986 roku powołano go do kadry na Puchar Narodów Afryki 1986. Zagrał na nim w pięciu meczach: grupowych z Mozambikiem (3:0), z Egiptem (0:2) i z Senegalem (1:0), półfinałowym z Kamerunem (0:1) i o 3. miejsce z Marokiem (3:2). Z Wybrzeżem Kości Słoniowej zajął 3. miejsce w tym turnieju.
W 1988 roku Gbolié został powołany do kadry na Puchar Narodów Afryki 1988. Na tym turnieju zagrał w jednym meczu grupowym, z Algierią (1:1). Od 1985 do 1988 wystąpił w kadrze narodowej 11 razy.